# یوسا تسوگومیتسو
یوسا تسوگومیتسو (به ژاپنی: 遊佐続光); تولد نامشخص – ۲۷ ژوئیهٔ ۱۵۸۱ سامورایی اهل ژاپن بود که به خاندان هاتاکه‌یاما خدمت می‌کرد. در سال ۱۵۷۷ در طی حمله اوئه‌سوگی کنشین به این خاندان خیانت کرد و دروازه قلعه نانائو را برای عبور کنشین باز کرد بدین ترتیب قلعه به تصرف کنشین درآمد.